# Leucophenga poeciliventris
Leucophenga poeciliventris är en tvåvingeart som beskrevs av Malloch 1923. Leucophenga poeciliventris ingår i släktet Leucophenga och familjen daggflugor. Inga underarter finns listade i Catalogue of Life.